# Juno (sonda espacial)

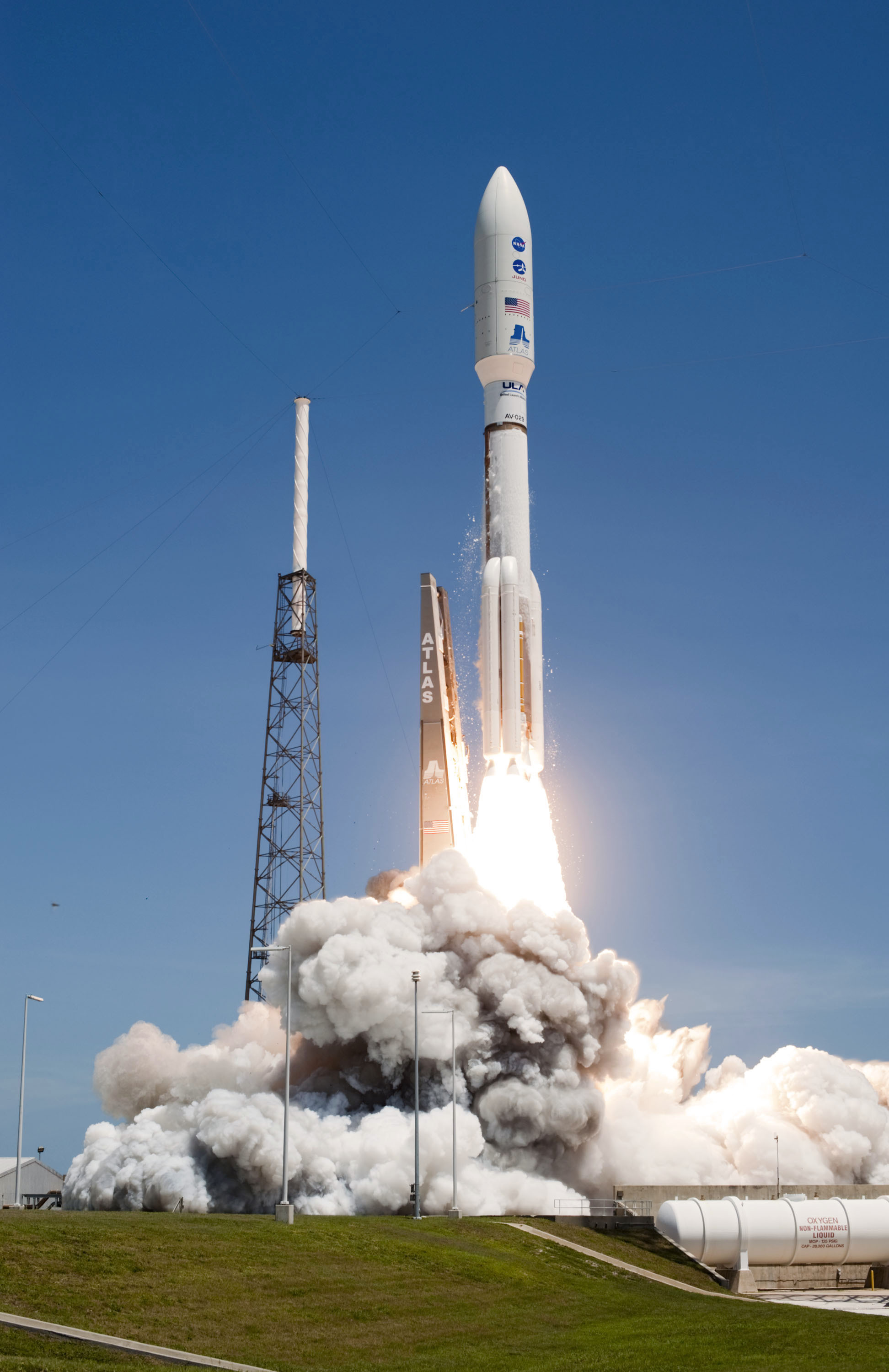
Lanzamiento de la sonda Juno a bordo de un cohete Atlas V 551.

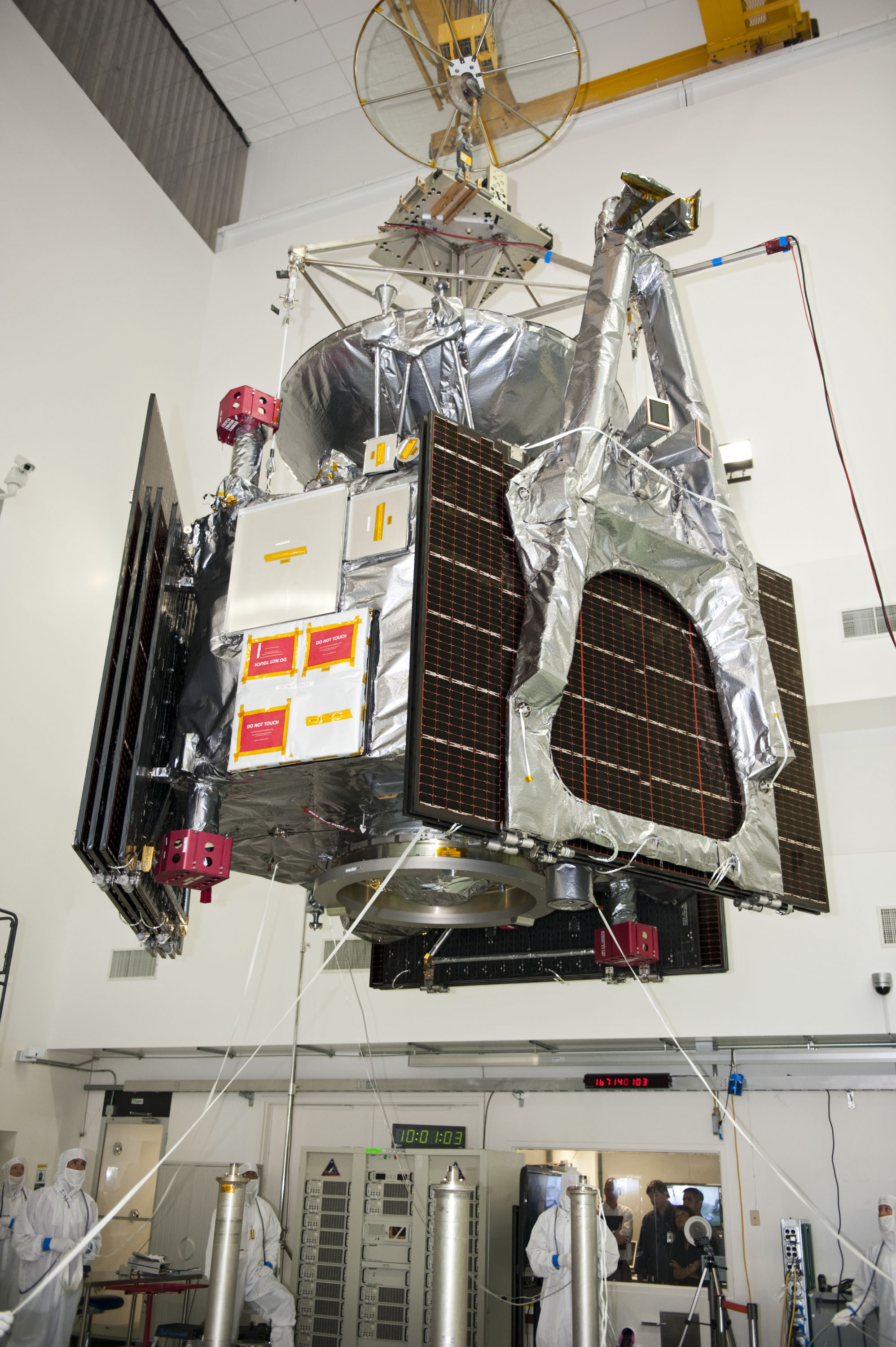
La sonda Juno durante la fase de ensamblaje.

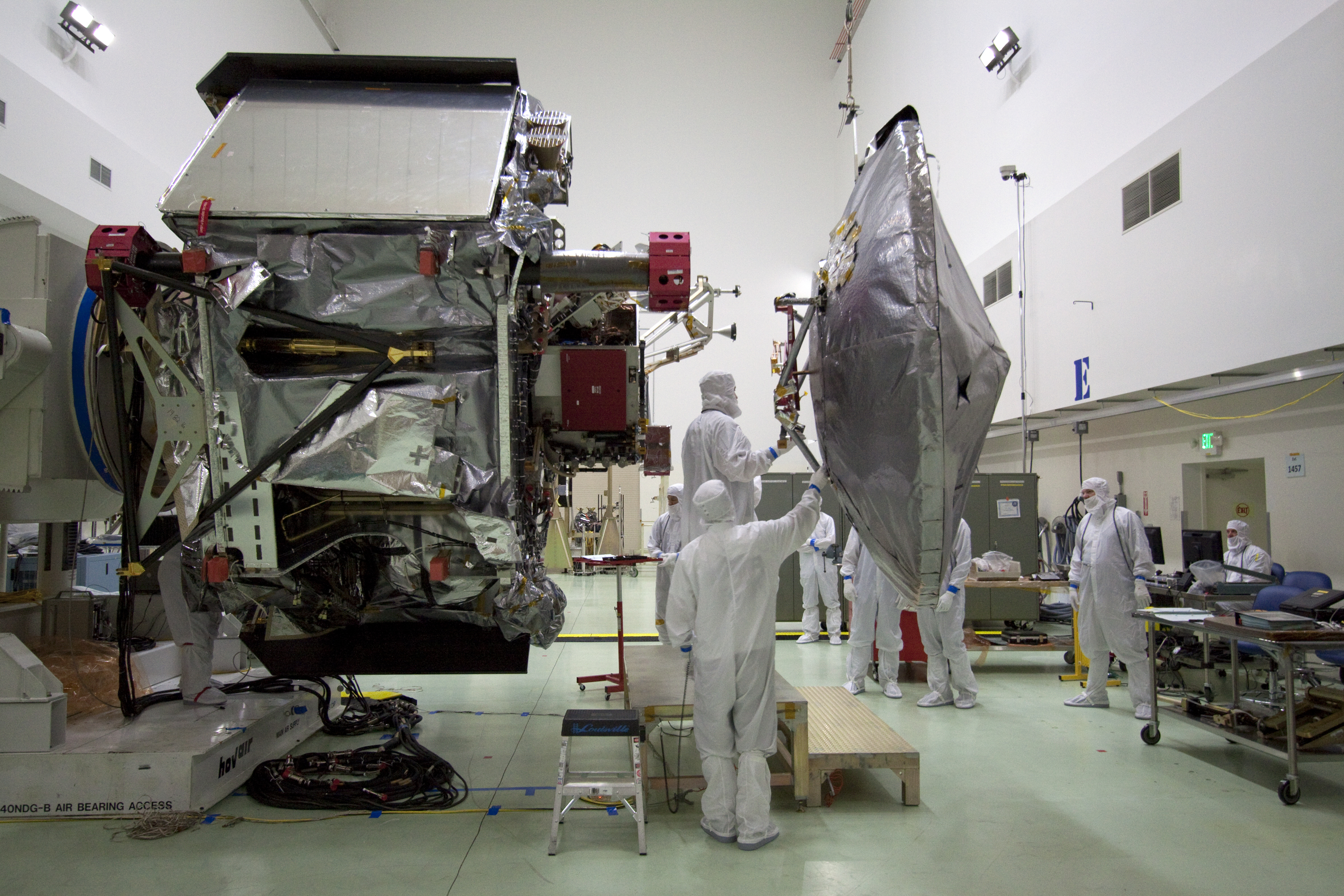
La antena parabólica de alta ganancia durante la fase de ensamblaje.

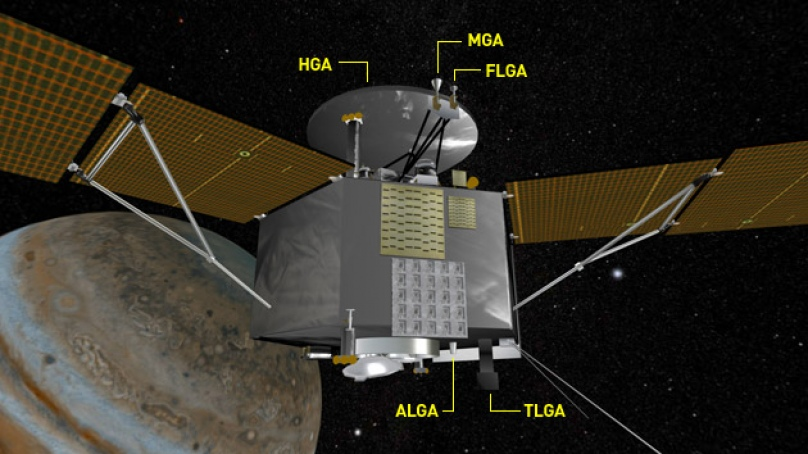
Esquema del emplazamiento de las 5 antenas de la sonda Juno.

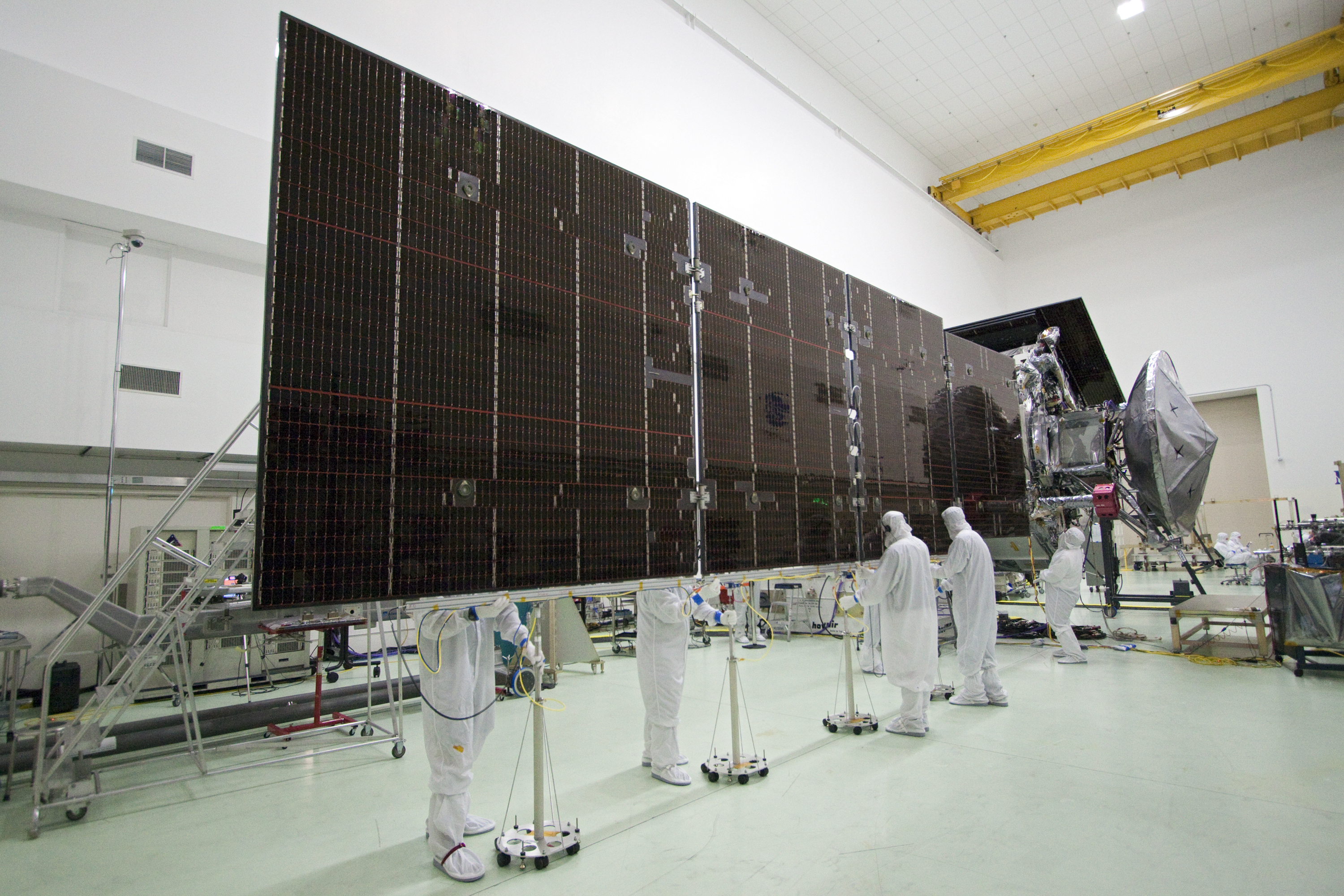
Los paneles solares que proveen alimentación eléctrica a la sonda, durante la fase de pruebas.

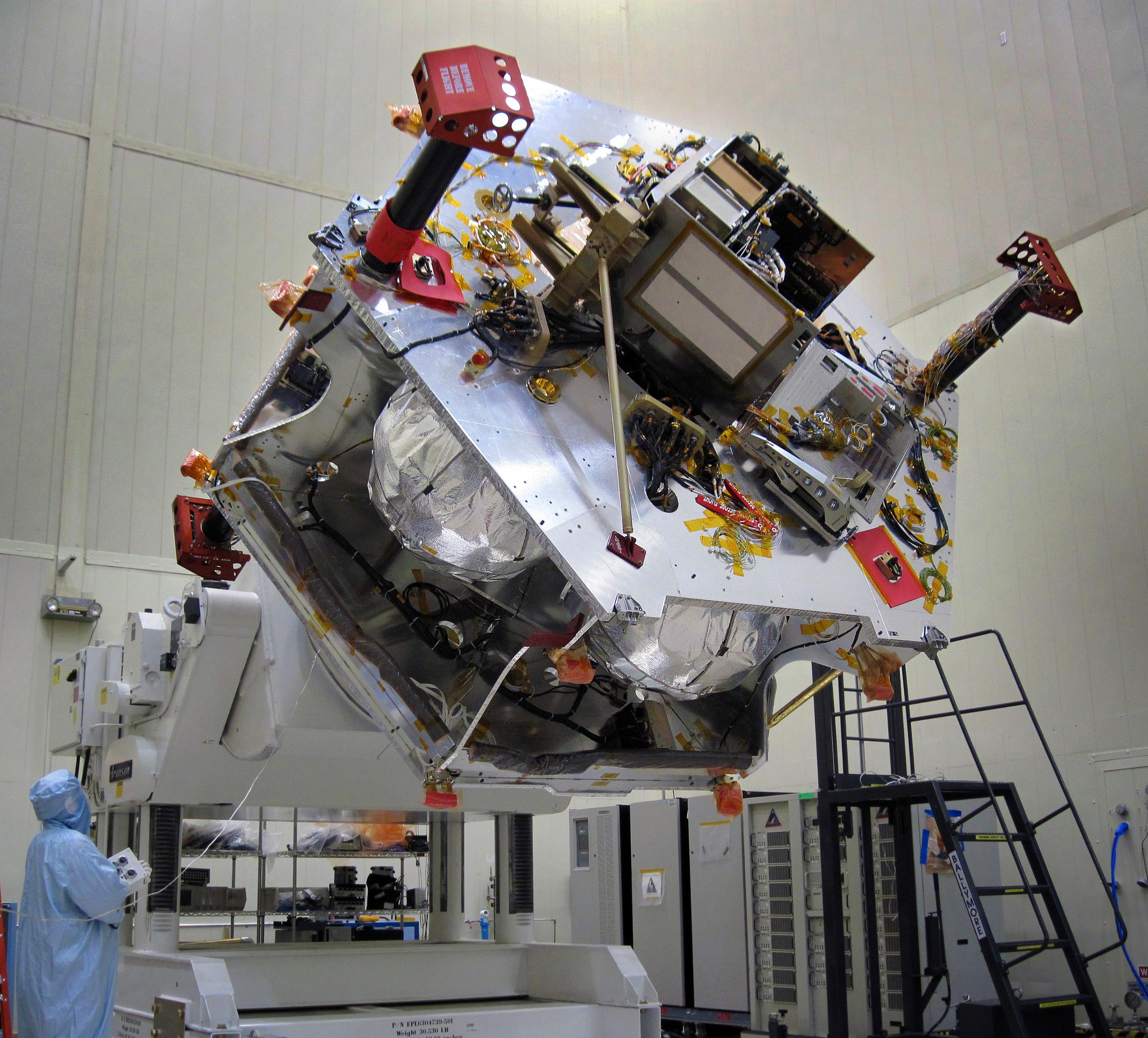
Vista del compartimento blindado en la parte superior de la sonda.

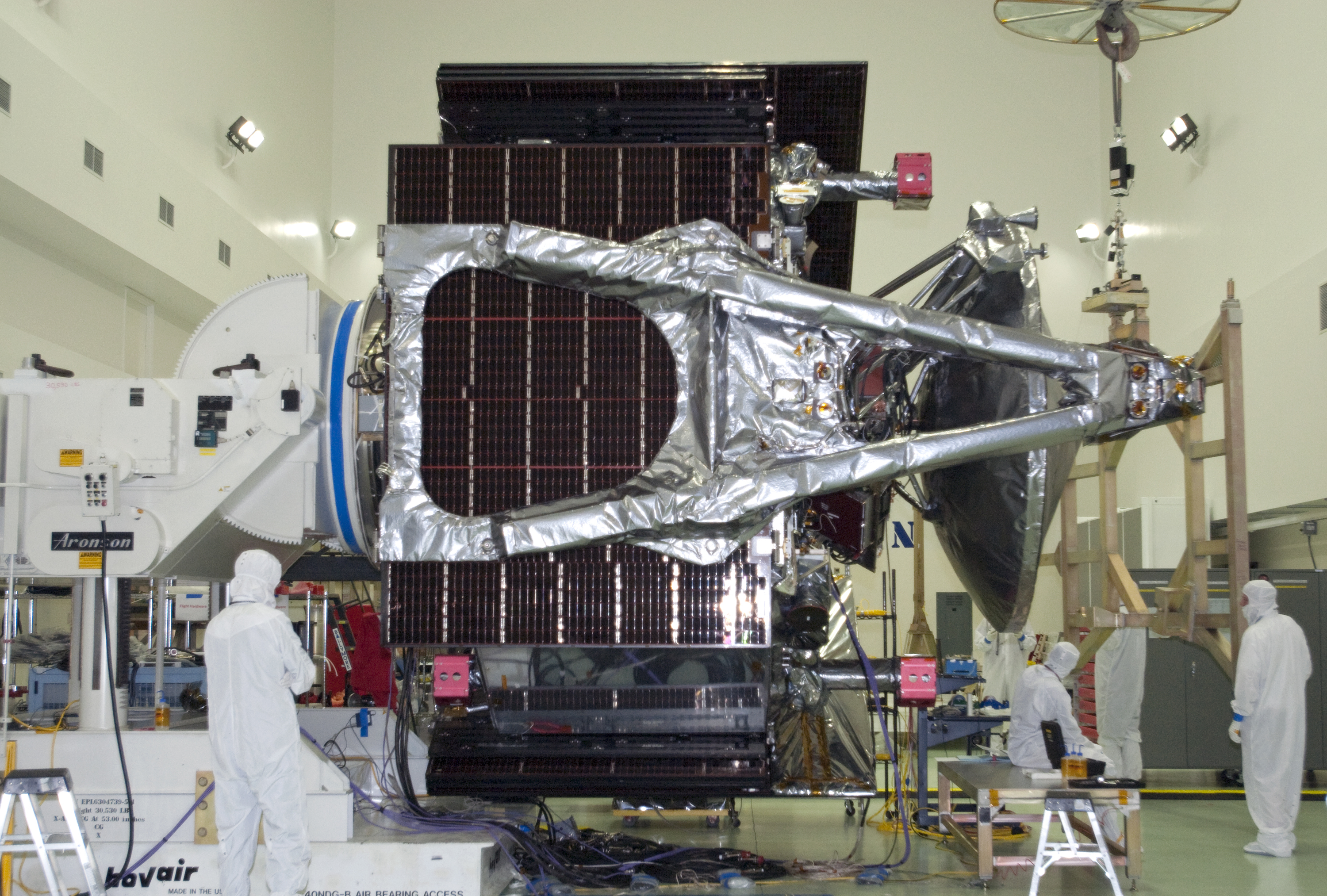
Los magnetómetros de la sonda junto a uno de los paneles solares.

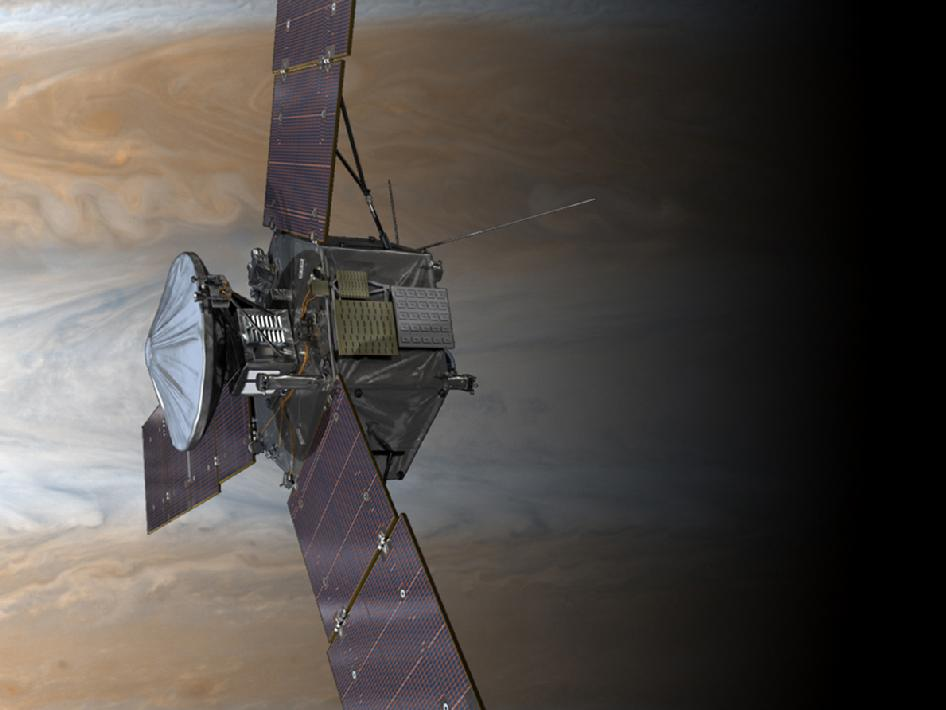
Ilustración de la sonda durante su llegada a Júpiter.

Juno es una sonda espacial dedicada al estudio del planeta Júpiter. Esta sonda forma parte del programa espacial New Frontiers de la NASA. Fue lanzada el 5 de agosto de 2011 desde el Centro Espacial Kennedy, en Florida. Llegó a la órbita del planeta el 5 de julio de 2016, siendo confirmado su ingreso a las 03:53 UTC tras la maniobra de frenado. La duración útil de la misión será de un año terrestre. La misión tendrá una duración total de seis años.

## La misión
Juno está diseñada para estudiar la atmósfera del planeta, su origen, estructura y evolución dentro del sistema solar, y así comprender mejor su formación. Sus principales funciones están enfocadas en la creación de un estudio y mapa de la gravedad en sus campos magnéticos, y de las auroras de Júpiter, como también de su magnetosfera. También estudiará indicios sobre la formación del planeta, su núcleo, el agua presente en la atmósfera, sobre su masa, y sus vientos, que pueden alcanzar velocidades de hasta 618 kilómetros por hora (384 mph).
La sonda seguirá una órbita polar alrededor del planeta Júpiter, que le permitirá una mayor protección contra la radiación que emite Júpiter.

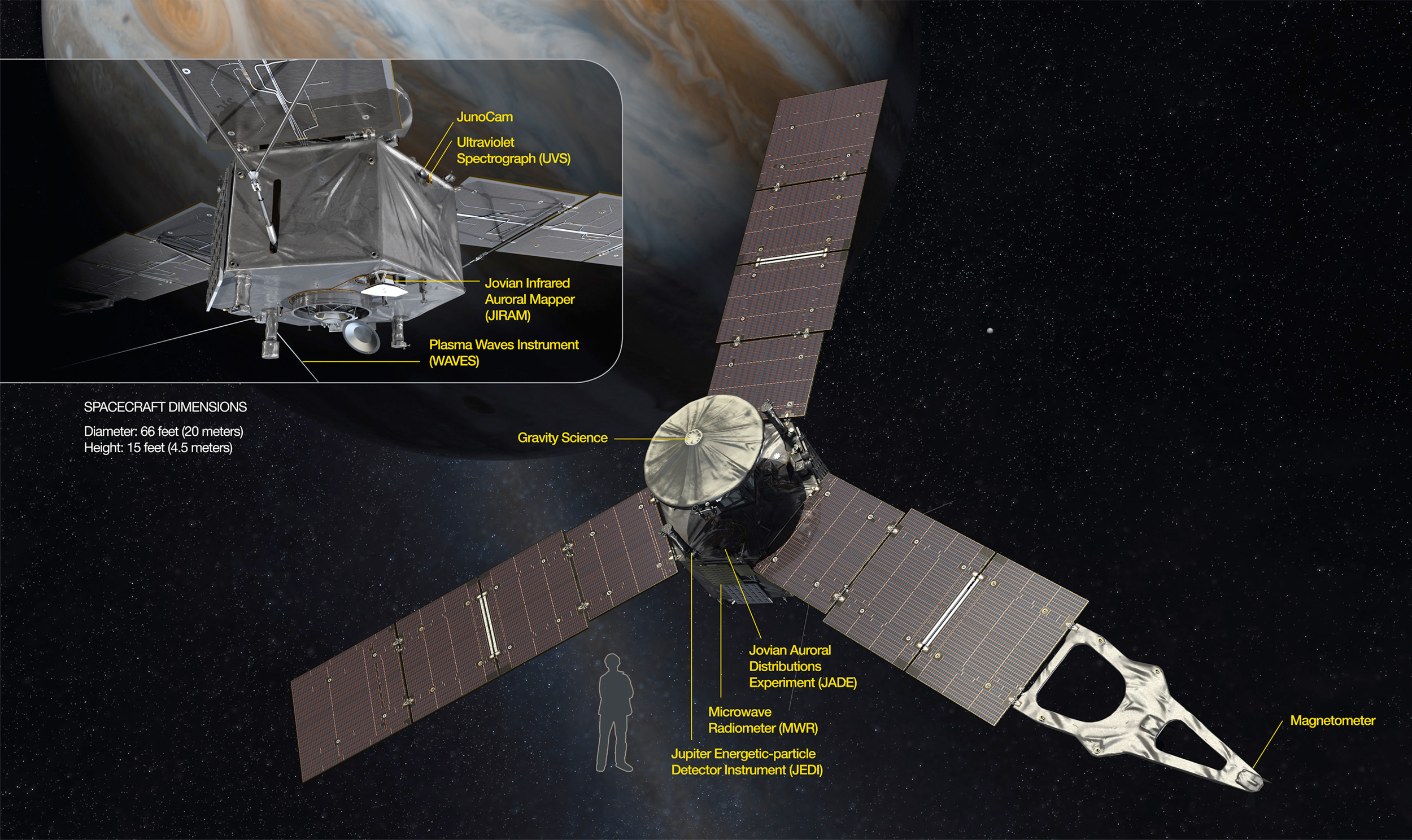
Ilustración de la sonda Juno y sus instrumentos científicos.

## Instrumentos de investigación de Juno
Los objetivos científicos de la misión Juno se llevarán a cabo con la ayuda de nueve instrumentos que están a bordo de la sonda espacial:
| Modelo | Nombre del instrumento                                                 | Abreviatura | Descripción y objetivo científico |
| ------ | ---------------------------------------------------------------------- | ----------- | --- |
|        | Radiómetro de microondas (Microwave radiometer)                        | MWR         | El radiómetro de microondas está formado por seis antenas montadas en dos de los lados del cuerpo de la sonda. Llevará a cabo mediciones de radiación electromagnética en frecuencias de rango de microondas: 600 MHz, 1,2 GHz, 2,4 GHz, 4,8 GHz, 9,6 GHz y 22 GHz. Solo las frecuencias de microondas son capaces de atravesar el espesor de la atmósfera joviana. El radiómetro mide la abundancia de agua y amoníaco (principales constituyentes de las nubes jovianas) en las capas profundas de la atmósfera hasta 200 bar de presión o de 500 a 600 km de profundidad (1000 atmósferas). La combinación de diferentes longitudes de onda y el ángulo de emisión permitirá obtener un perfil de temperatura en varios niveles de la atmósfera. Los datos recogidos determinarán a qué profundidad hay circulación atmosférica (Investigador principal: Mike Janssen, Laboratorio de Propulsión a Chorro (Jet Propulsion Laboratory). |
|        | Jovian Infrared Auroral Mapper                                         | JIRAM       | El espectrómetro mapeador JIRAM, opera en el infrarrojo cercano (entre 2 y 5 μm), estudiará las capas superiores de la atmósfera hasta una distancia entre 50 y 70 km, donde la presión ronda entre los 5 a 7 bares. JIRAM proporcionará imágenes de la aurora en longitud de onda de 3,4 μm en regiones con abundante H3+ iones. Al medir el calor irradiado por la atmósfera de Júpiter, JIRAM puede determinar por la forma de las nubes el agua que fluye debajo en la superficie. También puede detectar metano, vapor de agua, amoníaco y fosfano. No tiene necesidad de dispositivos que sean resistentes a la radiación. (Investigador principal: Angioletta Coradini, Instituto Nacional de Astrofísica) |
|        | Magnetómetro                                                           | MAG         | Situado en el extremo de uno de los paneles solares, para evitar interferencias con los equipos electrónicos de la nave. Teniendo tres objetivos, analizará la magnetosfera: cartografiar el campo magnético, determinación de la dinámica del interior de Júpiter, y determinación de la estructura tridimensional de la magnetosfera polar. El objetivo del magnetómetro Flux Gate Magnetometer (MGF), medir la fuerza y la dirección de las líneas de campo magnético y la finalidad del Advanced Stellar Compass (ASC), dos sensores estelares, que compensarán el movimiento giratorio de la nave, que supervisará la orientación de los sensores magnetómetros con respecto al planeta.(Investigador principal: Jack Connerney, Centro de vuelo espacial Goddard de la NASA) |
|        | Gravity Science                                                        | GS          | La finalidad de medir la gravedad de ondas de radio es para realizar un mapa de distribución de la masa en el interior de Júpiter. La desigual distribución de la masa en Júpiter induce pequeñas variaciones en la gravedad en la órbita seguida por la sonda cuando se acerca a la superficie del planeta. Estas variaciones gravitacionales producen pequeños cambios en la velocidad de la sonda. La finalidad de estudiar el radio es para detectar el efecto Doppler en las transmisiones de radio emitidas desde la sonda Juno hacia la Tierra en la banda Ka y en la banda X, que son rangos de frecuencia que se puede estudiar con menos interrupciones ocasionadas por el viento solar o la ionosfera. (Investigador principal: John AndersonLaboratorio de Propulsión a Chorro (Jet Propulsion Laboratory). Investigador principal (Juno's Ka-band Translator KaT): Luciano Iess, Universidad de Roma La Sapienza)            |
|        | Jovian Auroral Distribution Experiment                                 | JADE        | El detector de partículas energéticas (Jovian Auroral Distribution Experiment) JADE, medirá la distribución angular, energía y el vector de velocidad de los iones y electrones a baja energía (iones entre 13 eV y 20 KeV, los electrones de 200 eV a 40 KeV) presentes en la aurora de Júpiter. En JADE, como en JEDI, los analizadores de electrones se instalaron en tres partes de la placa superior permitiendo una medida de la frecuencia tres veces superior (Investigador principal: David McComas, Instituto de Investigación del Suroeste (Southwest Research Institute o SwRI). |
|        | Jovian Energetic Particle Detector Instrument                          | JEDI        | El detector de partículas energéticas JEDI medirá la distribución angular y el vector de velocidad de los iones y electrones a alta energía (iones entre 20 keV y 1000 keV, los electrones de 40 keV a 500 keV) presentes en la magnetosfera polar de Júpiter. JEDI tiene tres sensores idénticos que se dedicarán a estudiar las partículas de iones de hidrógeno, helio, oxígeno y azufre (Investigador principal: Barry Mauk, Applied Physics Laboratory). |
|        | Sensor de ondas de radio y ondas en plasma (plasma wave)               | Waves       | Consiste en dos antenas de cuatro metros cada una que detectarán regiones de corrientes aurorales que definen las emisiones de radio de Júpiter y la aceleración de las partículas aurorales midiendo el espectro de radio y plasma en la región auroral (Investigador principal: William Kurth, Universidad de Iowa). |
|        | Imagen espectrográfica ultravioleta (Ultraviolet Imaging Spectrograph) | UVS         | Registrará la longitud de onda, la posición y el tiempo que tarda en llegar los fotones ultravioleta detectados por el espectrógrafo en cada vuelta de la sonda a Júpiter. Utiliza un canal micro detector de 1024 × 256, que proporcionará imágenes espectrales de las emisiones aurorales UV en la magnetosfera polar. (Investigador principal: G. Randall Gladstone, Instituto de Investigación del Suroeste (Southwest Research Institute o SwRI). |
|        | JunoCam                                                                | JCM         | Un telescopio-cámara de luz visible, añadida para la difusión pública de imágenes. Operativa solo durante siete órbitas alrededor de Júpiter debido al daño que le ocasionará la radiación y el campo magnético del planeta (Investigador principal: Michael C. Malin, Malin Space Science Systems). |

## El viaje
Durante el viaje que tuvo una duración aproximada de 5 años y 11 meses, se realizaron diversos entrenamientos, antes de la llegada a Júpiter. Cada cierto tiempo comprendido entre los 12 y los 18 meses, se realizaron calibraciones de sus instrumentos para comprobar su funcionamiento. 6 meses antes de la llegada al sistema joviano, todos los instrumentos tenían que estar verificados y completamente funcionales.
Una vez en destino, la sonda opera de dos formas muy distintas: en las órbitas 2, 3, 4, 5, 6 y 7, las lecturas de los datos serán adquiridos, usando el plano de los paneles solares, pasando por el centro de Júpiter. La otra forma de operar, será utilizada para usar los sensores de gravedad, y el envío de datos con las antenas de alta ganancia hacia la Tierra. El 5 de julio de 2016, la NASA anunció que la sonda había entrado en la órbita del planeta Júpiter el día 4.

## Radioaficionados
Durante el sobrevuelo a la Tierra, el instrumento Waves (Ondas en lengua inglesa) de Juno, que se encargará de la medición de las ondas de radio y de plasma en la magnetósfera de Júpiter, registró señales de radioaficionados. Esto fue parte de un esfuerzo de notoriedad pública que involucró a los radioaficionados de todo el mundo. Se les invitó a decir "HI" (hola en lengua inglesa) a Juno, coordinando las transmisiones de radio que enviaron el mismo mensaje en código Morse. Participaron operadores de todos los continentes, incluida la Antártida.

## Cronograma
| Fecha (UTC)                 | Evento |
| --------------------------- | --- |
| Agosto de 2011              | Lanzamiento |
| Agosto de 2012              | Corrección de trayectoria |
| Septiembre de 2012          | Corrección de trayectoria |
| Octubre de 2013             | Sobrevuelo de la Tierra para aumentar la velocidad (desde 78000 km/h) Galería                                                         |
| 5 de julio de 2016, 02:50   | Llegada a Júpiter e inserción en la órbita polar (1ª órbita)                                                                          |
| 27 de agosto de 2016, 13:44 | Perijovio 1 Galería |
| 19 de octubre de 2016       | Perijovio 2: Maniobra de reducción de período planificado, el motor principal no funcionó como estaba previsto                        |
| Octubre de 2016             | Fase científica: se inician las 37 órbitas planificadas durante 20 meses                                                              |
| 11 de diciembre de 2016     | Perijovio 3: Maniobra de reducción de período reprogramada                                                                            |
| 1 de septiembre de 2017     | Se espera que sucedan los primeros fallos de la JunoCam                                                                               |
| 2 de febrero de 2017, 12:57 | Perijovio 4 |
| 27 de marzo de 2017, 08:52  | Perijovio 5 |
| 19 de mayo de 2017, ≈06:00  | Perijovio 6 |
| 11 de julio de 2017         | Perijovio 7: Fly-over of the Great Red Spot                                                                                           |
| 1 de septiembre de 2017     | Perijovio 8 |
| 24 de octubre de 2017       | Perijovio 9 |
| 16 de diciembre de 2017     | Perijovio 10 |
| 7 de febrero de 2018        | Perijovio 11 |
| 21 de febrero de 2018       | Preparando la nave espacial para una desorbitación controlada en Júpiter (Orbit 39) y posterior pérdida.                              |
| 1 de abril de 2018          | Perijovio 12 |
| 24 de mayo de 2018          | Perijovio 13 |
| 16 de julio de 2018         | Perijovio 14, fin de la misión principal. Las observaciones futuras dependerán de la posible extensión de la misión tras la revisión. |
| junio de 2018               | Se extiende la misión hasta julio de 2021                                                                                             |

## Galería multimedia

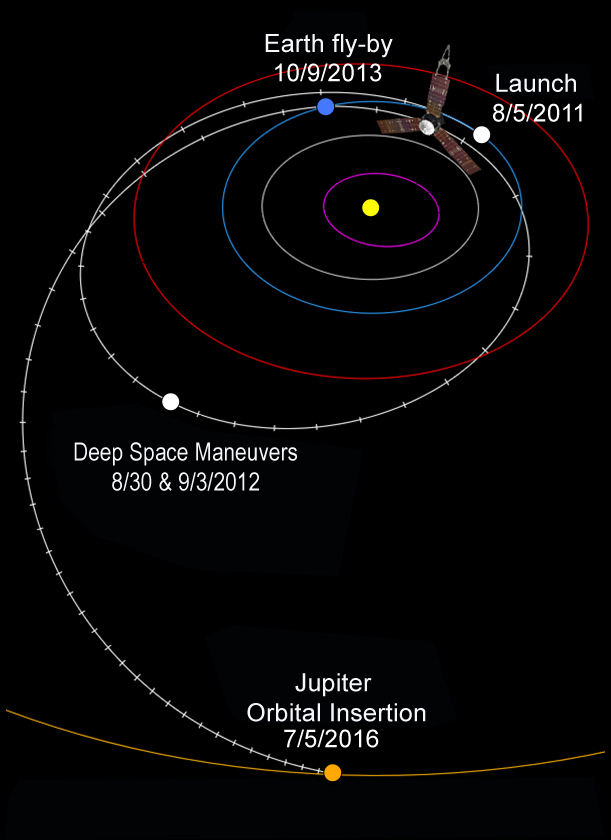
Trayectoria interplanetaria de la sonda Juno; cada marca coincide con intervalos de 30 días.
- Animación de la trayectoria de Juno hasta su llegada a Júpiter.
- Vídeo del lanzamiento.
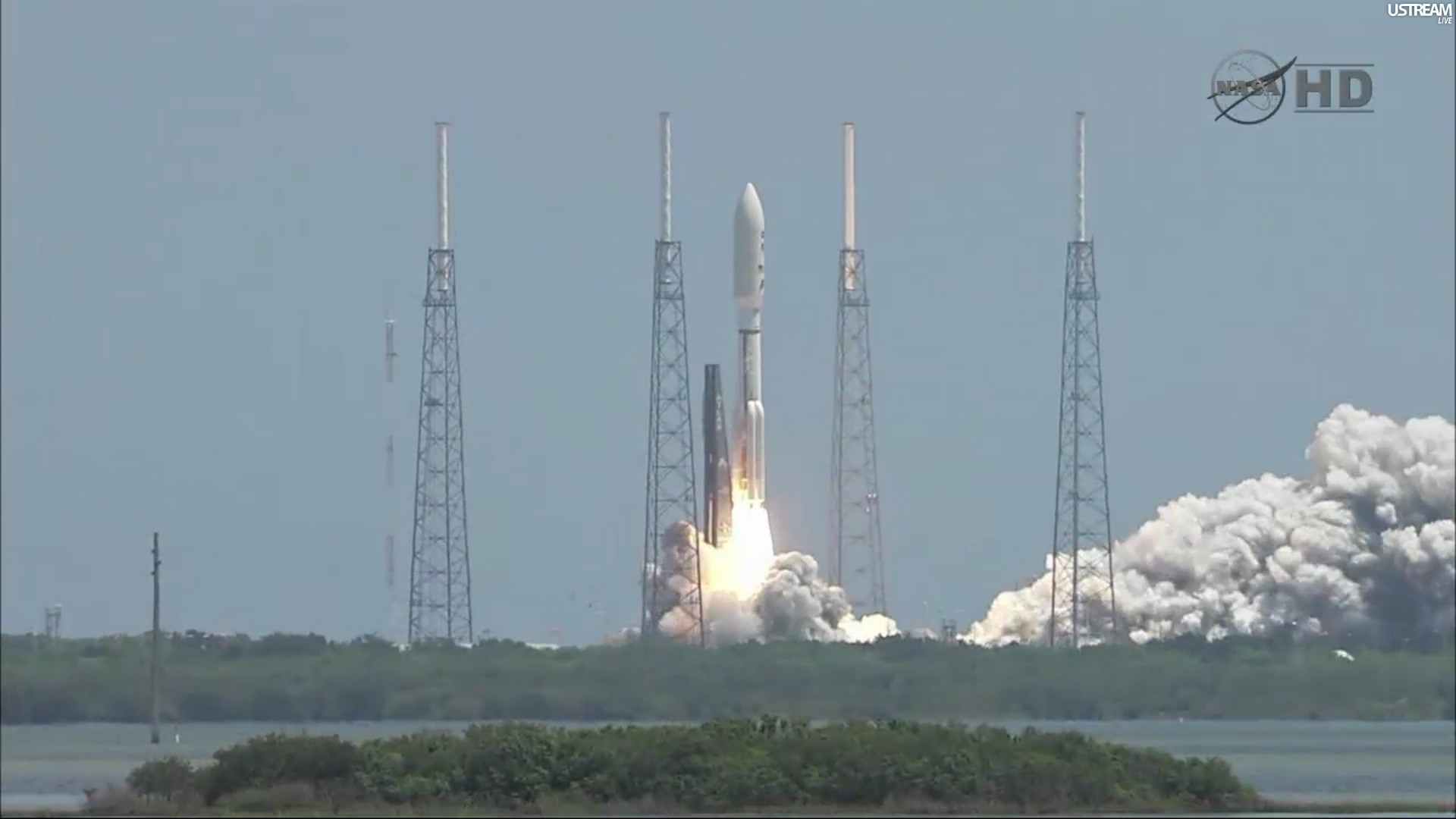
Imagen del despegue de la sonda Juno a bordo de un cohete Atlas V.
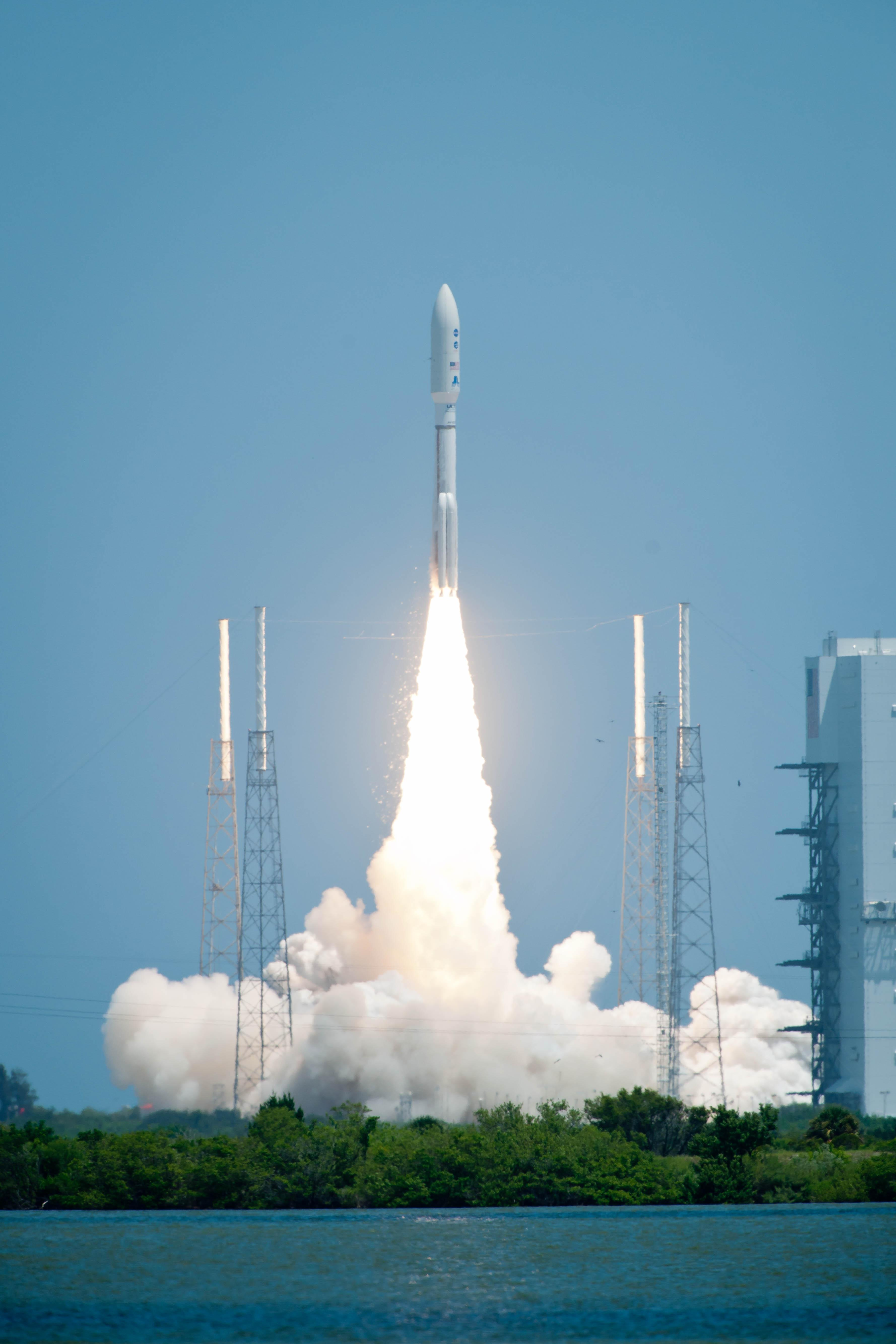
Despegue de la sonda.

### NASA
- NASA (Julio de 2011). Juno launch press kit (en inglés). KIT. Presentación sintetizada del lanzamiento, de la sonda y de la misión puesta a disposición de la prensa y del público con motivo del lanzamiento.
- NASA (Junio de 2016). Jupiter Orbit Insertion press kit (en inglés). Arrivalpresskit. Presentación de la misión para la prensa en el marco de su inserción en órbita.